# バラエティ司会者芸人夢の共演スペシャル
「バラエティ司会者芸人 夢の共演スペシャル!!」（バラエティしかいしゃげいにん ゆめのきょうえんスペシャル）は、2014年2月1日と2021年11月7日、2022年9月6日にテレビ朝日系列で放送された特別番組である。

## 概要
テレビ朝日のゴールデンタイム・ネオバラエティなどで司会を行っているお笑い芸人が一堂に会してトークを展開する特別番組。
2014年版はテレビ朝日の開局55周年記念番組の一環として、開局記念日となる2月1日に放送された。
制作は『ロンドンハーツ』『アメトーーク!』のスタッフが中心となっている。

## 主な出演者

### 2014年版「テレビ朝日開局55周年記念 超豪華!一夜限り!!バラエティ司会者芸人 夢の共演スペシャル!!」
『もしものシミュレーションバラエティー お試しかっ!』より
- タカアンドトシ[1]
  - タカ
  - トシ

『マツコ&有吉の怒り新党』より
- 有吉弘行

『ロンドンハーツ』より
- ロンドンブーツ1号2号
  - 田村淳
  - 田村亮

『いきなり!黄金伝説。』より
- ココリコ
  - 遠藤章造
  - 田中直樹

『世界の村で発見!こんなところに日本人』（ABC朝日放送制作）より
- 千原ジュニア（千原兄弟）

『ナニコレ珍百景』より
- ネプチューン[2]
  - 名倉潤
  - 原田泰造
  - 堀内健

『雨上がり決死隊のトーク番組アメトーーク!』より
- 雨上がり決死隊[3]
  - 宮迫博之
  - 蛍原徹

『クイズプレゼンバラエティー Qさま!!』より
- さまぁ〜ず[4]
  - 三村マサカズ
  - 大竹一樹

『お願い!ランキングGOLD』、『ストライクTV』より
- 爆笑問題
  - 太田光
  - 田中裕二[5]

進行役
- 竹内由恵（テレビ朝日アナウンサー）

ほか

### 2021年版「テレ朝バラエティMC芸人 夢の共演スペシャル!!」
『帰れマンデー見っけ隊!!』・『10万円でできるかな』・『博士ちゃん』・『お笑い実力刃』より
- サンドウィッチマン
  - 伊達みきお
  - 富澤たけし

『家事ヤロウ!!!』より
- バカリズム

『お笑い実力刃』より
- アンタッチャブル
  - 柴田英嗣
  - 山崎弘也

『かまいガチ』・『ウラ撮れちゃいました』より
- かまいたち
  - 山内健司
  - 濱家隆一

『あざとくて何が悪いの?』より
- 山里亮太（南海キャンディーズ）

『超人女子戦士 ガリベンガーV』・『電脳ワールドワイ動ショー』より
- 小峠英二（バイきんぐ）[6]

『霜降りバラエティX』より
- 霜降り明星
  - 粗品[6]
  - せいや[6]

『テレビ千鳥』・『ノブナカなんなん?』より
- 千鳥
  - ノブ
  - 大悟

進行役
- 弘中綾香（テレビ朝日アナウンサー）

### 2022年版「アメトーーク×ロンハー×有吉クイズ×テレビ千鳥 4番組コラボSP」
『アメトーーク!』より
- 蛍原徹

『ロンドンハーツ』より
- ロンドンブーツ1号2号
  - 田村淳
  - 田村亮

『テレビ千鳥』より
- 千鳥
  - ノブ
  - 大悟

『有吉クイズ』より
- 有吉弘行

### 2024年版「テレビ朝日開局65周年記念 MC芸人・奇跡の一夜　よくぞ集まったSP!!」
『帰れマンデー見っけ隊!!』より
- タカアンドトシ
  - タカ
  - トシ

『帰れマンデー見っけ隊!!』・『10万円でできるかな』・『博士ちゃん』・『お笑い実力刃presents 証言者バラエティ アンタウォッチマン!』より
- サンドウィッチマン
  - 伊達みきお
  - 富澤たけし

『クイズプレゼンバラエティー Qさま!!』より
- さまぁ～ず
  - 三村マサカズ
  - 大竹一樹

『お笑い実力刃presents 証言者バラエティ アンタウォッチマン!』より
- アンタッチャブル
  - 柴田英嗣
  - 山崎弘也

『出川一茂ホラン☆フシギの会』より
- 出川哲朗

『家事ヤロウ!!!』より
- バカリズム

『ロンドンハーツ』より
- ロンドンブーツ1号2号
  - 田村淳

『かまいガチ』より
- かまいたち 
  - 山内健司
  - 濱家隆一

『くりぃむクイズ ミラクル9』・『くりぃむナンタラ』より
- くりぃむしちゅー
  - 上田晋也
  - 有田哲平

『謎解き戦士!ガリベンガーV』・『楽しく学ぶ!世界動画ニュース』より
- 小峠英二（バイきんぐ）

『アメトーーク!』より
- 蛍原徹

『テレビ千鳥』・『1泊家族』より
- 千鳥
  - ノブ
  - 大悟

『マツコ&有吉 かりそめ天国』・『有吉クイズ』より
- 有吉弘行

『ザ・ニンチドショー』より
- フットボールアワー
  - 後藤輝基

『ナニコレ珍百景』より
- ネプチューン 
  - 名倉潤
  - 原田泰造
  - 堀内健

進行役
- 斎藤ちはる（テレビ朝日アナウンサー）

## 2014年版
- 『テレビ朝日開局55周年記念 超豪華!一夜限り!!バラエティ司会者芸人 夢の共演スペシャル』として、2014年2月1日（土曜日）18:56 - 23:30に2部制で放送。

### 第1部
- 18:56 - 20:54まで放送。
- 主にテレビ朝日のバラエティ番組の歴史について、秘蔵映像を交えて紹介。
- また、テレビ朝日のバラエティ番組における歴代最高視聴率ランキングや、現在放送されている長寿番組ランキングも紹介された（ちなみに「いきなり!黄金伝説」は第5位、「ロンドンハーツ」は第6位にランクイン）。

#### 出演者
- 爆笑問題（太田光・田中裕二）
- ロンドンブーツ1号2号（田村淳・田村亮）
- ココリコ（遠藤章造・田中直樹）
- 有吉弘行

#### 取り上げられた番組
司会者芸人 若き日の映像
- GAHAHAキング 爆笑王決定戦
- おねだり姫
- いわんやトミーズをや

こんな人も出演!! プレミアVTR
- ビートたけしのスポーツ大将
- セイシュンの食卓
- 竹中直人の恋のバカンス
- ウッチャンナンチャンの炎のチャレンジャー
- 27時間チャレンジテレビ
- 徹子の部屋

テレ朝バラエティ 名物キャラクター
- みごろ!たべごろ!笑いごろ!
- 欽ちゃんのどこまでやるの!
- ビートたけしのスポーツ大将
- ウッチャンナンチャンの炎のチャレンジャー
- Matthew's Best Hit TV
- いきなり!黄金伝説
- 内村プロデュース

テレ朝バラエティ 衝撃映像&ハプニング集
- 完全特捜宣言!あなたに逢いたい!
- 歌謡びんびんハウス
- かざあなダウンタウン
- ビートたけしのTVタックル
- 川口浩探検隊
- 走れ!GET
- ロンドンハーツ
- 「ぷっ」すま
- 徹子の部屋
- 爆笑問題のボスキャラ王
- 虎の門
- 雨上がり決死隊のトーク番組アメトーーク!

あの人も体張ってました 過酷企画集
- パー!スリー
- 朝までたけし軍団
- 志村&所の戦うお正月
- ぷらちなロンドンブーツ
- いきなり!黄金伝説
- 虎の門

### 第2部
- 20:54 - 23:30まで放送。
- 冒頭では芸人達の芸歴順と年齢順を確認。そこで、さまぁ〜ずと蛍原、ジュニアと淳がそれぞれ同級生であることを確認した。
- 出演者に関する以下の企画を放送。各企画では芸人が2人ずつシャッフルしてMCを務めた（残りの芸人はひな壇に座り、企画ごとに席替え）。

#### 出演者
- タカアンドトシ（タカ・トシ）
- 有吉弘行
- ロンドンブーツ1号2号（田村淳・田村亮）
- ココリコ（遠藤章造・田中直樹）
- 千原ジュニア（千原兄弟）
- ネプチューン（名倉潤・堀内健・原田泰造）
- 雨上がり決死隊（宮迫博之・蛍原徹）
- さまぁ〜ず（大竹一樹・三村マサカズ）
- 太田光（爆笑問題）

#### 企画・コーナー
司会者芸人秘蔵VTR
- MCは大竹と名倉。
- 出演者が若かりし頃に出演したテレビ朝日のVTRを紹介し、それを基にトークを行う。

ウチの司会者の取扱説明書
- MCは太田と淳。
- 「ロンドンハーツ」で放送されているコーナー「芸人取扱説明書」のアレンジ企画で、芸人達が司会を務める番組のスタッフにアンケートを取り、芸人達の素顔やスタッフの気遣いテクニックなどを明かしていく。

皆さん事前打ち合わせでこんなコト言ってました!!
- MCは三村と宮迫。
- 芸人達がスタッフとの事前打ち合わせで話した「芸人たちはお互いをどう思っているのか」などの話を発表し、それを基にトークを行う。

#### 主なスタッフ
- ナレーター：佐藤賢治
- 構成：高須光聖、そーたに、中野俊成、奈佐はじめ
- カメラ：辻稔、古橋稔
- SW：門倉秀樹、平間隆啓
- VE：武藤康広、小松淳
- 音声：目野智子、林田群士
- 照明：鈴木敏也
- 美術：小山晃弘
- 美術デザイン：近藤千春
- 美術進行：入江大介
- 大道具：伊藤友太
- 電飾：柏木美咲
- アクリル装飾：斎田篤
- 編集：竹内敏雅、黒澤雅之
- MA：松田直起
- 音効：栗田勇児
- TK：村田理実
- CG：横井勝
- タイトル：リトルベア
- 宣伝：富田裕美、望野智美
- 編成：石田菜穂子、池田佐和子
- 協力：テレビ朝日クリエイト、スウィッシュ・ジャパン、テイクシステムズ、IMAGICA、共立ライティング、東京オフラインセンター
- AP：佐々木亜季実
- デスク：中川千波
- ディレクター：朝倉健／北村要、尾形了、中本訓彦、松本夏、蔵原聖二郎、山本宣光
- プロデューサー：山岡重樹、安孫子みどり
- 演出・ゼネラルプロデューサー：加地倫三
- 制作著作：テレビ朝日

### その他
- 爆笑問題田中は第1部には出演したが、第2部は収録日にS☆1の生放送があったため欠席となり、相方の太田のみが第2部に出演になった。

## 2021年版
- 『超豪華!テレ朝バラエティMC芸人 夢の共演スペシャル!!』として2021年11月7日（日曜日）19:00 - 22:54に放送。
- 出演者（バラエティMC芸人）は2014年版から総入れ替えされた。
- 主にMCたちの記念すべきテレ朝初登場などの映像や、各番組のスタッフに聞き込み調査した結果からトークを繰り広げる。

### 取り上げられた番組
蔵出しMCたちのテレ朝 初登場映像
- 虎の門
- アメトーーク!
- 爆笑問題vs霜降り明星 ネタジェネバトル
- 内村プロデュース
- ロンドンハーツ
- AHERA
- クイズプレゼンバラエティー Qさま!!
- 限界アンタッチャブル
- いきなり!黄金伝説。
- くりぃむナントカ
- ウッチャンナンチャンの炎のチャレンジャー これができたら100万円!!

### 企画・コーナー
各番組スタッフに聞いたMCたちの取説テク!
- 芸人達が司会を務める番組のスタッフにアンケートを取り、芸人達の素顔やスタッフの気遣いテクニックなどを明かしていく。

テレ朝MCのリアル関係性チェック!!
- 各番組MCがお互いの連絡先を知っているのかといった所から、関係性を紐解いていくコーナー。

皆さん事前打ち合わせでこんなコト言ってました!!
- 芸人達がスタッフとの事前打ち合わせで話した「芸人たちはお互いをどう思っているのか」などの話を発表し、それを基にトークを行う。

### 主なスタッフ
- ナレーター：佐藤賢治
- 構成：高須光聖、そーたに、中野俊成、奈佐はじめ
- カメラ：辻稔、宮本邦慶
- TM：鈴木敏也
- TD：木村朋宏
- MIX：江尻和茂
- VE：武藤康広
- LD：中本明人
- 美術：小山晃弘
- デザイン：加藤由紀子
- 美術進行：入江大介
- 大道具：伊藤友太
- 小道具：石井琢也
- 電飾：仁平光一
- 装飾：長野敦子
- アクリル装飾：斎田篤
- 特効：吉川剛史
- 編集：伊藤英二
- MA：松田直起
- 音効：栗田勇児
- TK：村田理実
- CG：南治樹
- イラスト：Kanos
- テロップ：リトルベア
- 宣伝：堀場綾枝子
- 編成：新谷拓也、小宮立千
- 技術協力：tv asahi create、テイクシステムズ、SWISH JAPAN、IMAGICA、テレビ朝日サービス、テレテック、TSP
- 協力：ゲッティ
- AP：山口紋佳
- デスク：中川千波
- ディレクター：岡本理人、梶原貴裕、長澤佳苗、角谷明仁
- プロデューサー・ディレクター：渡邊桃子
- プロデューサー：安孫子みどり
- ゼネラルプロデューサー：小島健嗣、藤城剛
- 演出・エグゼクティブプロデューサー：加地倫三
- 制作著作：テレビ朝日

### その他
- バイきんぐ小峠と霜降り明星は、他の仕事のため一時退席。小峠は「各番組スタッフに聞いたMCたちの取説テク!」の途中から、霜降り明星は「テレ朝MCのリアル関係性チェック!!」から復帰。
- 山里は、「テレ朝MCのリアル関係性チェック!!」後に他の仕事のため退席。

## 2022年版
- 『アメトーーク×ロンハー×有吉クイズ×テレビ千鳥 4番組コラボSP』として2022年9月6日（火曜日）19:00 - 21:48に放送。
- これまでと趣旨を変え、各番組別のブロックを放送し、バラエティMC芸人6人がそれぞれの番組にフル出演する。
- 出演者（バラエティMC芸人）は、2014年版から3組（蛍原、ロンブー、有吉）と2021年版から1組（千鳥）となった。

### スタッフ
- ナレーション：佐藤賢治、小野寺一歩、相原嵩明
- 構成：高須光聖、そーたに、中野俊成、町田裕章、岩本哲也、興津豪乃、遠藤敬、奈佐はぢめ、松橋周太呂、植田将崇、矢野了平、池谷勇太、西村隆志、太崎泰義
- カメラ：辻稔、佐藤厚誠、久世大輔、山本健太
- 音声：谷口健二、立元捺美、戸ノ崎沙綾、獄はる菜
- VE：武藤康広、横川友之
- 照明：木内聡、岩永智宏
- 美術プロデューサー：小山晃弘
- デザイン：前田香織、森みどり、濱野恭平
- 美術進行：遠藤ゆか、入江大介、池田彩乃
- 大道具：関慎平、三浦侑記、佐藤明穂
- 小道具：藤井知香
- 電飾：安田勝弘、伊藤夢佳、白石剛
- トラス：齊藤政利
- 特殊装置：鎌田千尋
- スタイリスト：冨田麻美
- メイク：関口裕子、佐々木夢、川口カツラ店
- 編集：黒澤雅之、竹内敏雅、岩品博之、大久保愛里
- MA：松田直起、藤田啓
- 音効：栗田勇児、遠藤治朗、岡田淳一
- TK：村田理実
- CG：高井梓
- ロゴ・CG：榛葉大介
- タイトル：リトルベア
- イラスト：Kanos
- 編成：岡村地郎、沢登孝介
- 宣伝：村上理絵
- コンテンツ：荒木美住
- デスク：中川千波
- 協力：/tv asahi create、SWISH JAPAN、IMAGICA、KYORITZ、麻布プラザ、東京オフラインセンター
- 制作協力：テレテック、BEE BRAIN、エヂカラ、NON PRO
- AP：山口紋佳、神林正美、反り目尚美、中田菜月
- AD：小川祐矢、小林友香
- ディレクター：杉山桂一、岡本理人、山本紗智子、市村進之介、武田聡志
- プロデューサー・チーフディレクター：尾形了、山本雅一
- プロデューサー：小澤将、石水浩、鈴木孝貴、安孫子みどり、太田兼仁、栗原志帆、黒木明紀、青田和大
- ゼネラルプロデューサー：小島健嗣
- 演出・ゼネラルプロデューサー：藤城剛
- 総合演出・エグゼクティブプロデューサー：加地倫三
- 制作著作：テレビ朝日

## 2024年版
- 『 テレビ朝日開局65周年記念　 MC芸人・奇跡の一夜　よくぞ集まったSP』として2024年2月17日（土曜日）19:00〜22:52に2部制で放送。
- 出演者（バラエティMC芸人）は2014年版から6組[7]と2021年版から6組[8]と初参加は3組[9]からなる。

### 第1部
ロケパート。

#### 出演者
- 大竹一樹（さまぁ〜ず）
- 蛍原徹
- 田村淳（ロンドンブーツ1号2号）
- アンタッチャブル（柴田英嗣・山崎弘也）
- タカアンドトシ（タカ・トシ）
- 後藤輝基（フットボールアワー）
- バカリズム
- 小峠英二（バイきんぐ）
- サンドウィッチマン（伊達みきお・富澤たけし）
- 大悟（千鳥）
- かまいたち（山内健司・濱家隆一）

### 企画・コーナー
超豪華MC芸人にこんな事やらせました!!
- MCは芝居部門から大竹と濱家、ダンス部門から蛍原とバカリズム。
- 普段バラエティ番組に出演している芸人たちが芝居やダンスに挑む。企画の元ネタは、「アメトーーク」の「踊りたくない芸人」及び「かまいたちのぶっつけ本番GP」。
- 淳・アンタ・後藤・小峠・伊達・大悟はダンスを、蛍原・トシ・バカリズム・富澤は演技を披露する。

MC芸人の私服あるあるコーデ 当てましょう!!
- MCは大悟と伊達。
- 収録当日の芸人たち(大竹・トシ・濱家)の私服とカバンの中身を予想する。企画の元ネタは「テレビ千鳥」の「楽屋入り待ちクイズ」。

関係性トーク『この中で1番◯◯な人』
- MCは淳とトシ。
- 芸人たちが事前待ち合わせで話した、「この中で1番ツッコミがうまい人」「この中で1番、収録で会ったらうれしい人」といったテーマに基づいてトークを展開する。

### 第2部
スタジオパート。

#### 出演者
- 出川哲朗
- さまぁ〜ず（大竹一樹・三村マサカズ）
- ネプチューン（名倉潤・原田泰造・堀内健）
- くりぃむしちゅー（上田晋也・有田哲平）
- 田村淳（ロンドンブーツ1号2号）
- 有吉弘行
- サンドウィッチマン（伊達みきお・富澤たけし）
- 千鳥（ノブ・大悟）
- かまいたち（山内健司・濱家隆一）

#### 企画・コーナー
スタッフに聞いた、MC達の取扱説明書!!
- MCは名倉と有吉。
- 芸人たちがMCを務める番組の関係者に事情聴取を行い、そこから見えてきたMCたちの取扱方法を発表する。

皆さん事前打合せでこんな事言ってました!
- MCは三村と上田。
- MC芸人たちが事前打合せでほかのメンバーのことをどう言っていたのかが公開する。

### スタッフ
- ナレーター：佐藤賢治
- 構成：高須光聖、そーたに、中野俊成、奈佐はじめ
- CAM：辻稔、廣瀬義幸
- TM：鈴木敏也
- TD：時田将光
- AUD：江尻和茂
- 照明：中本明人
- 美術デザイン：浜野恭平
- 美術進行：入江大介
- 大道具：佐藤明穂
- 小道具：石井琢也
- 電飾：仁平晃一
- 生花装飾：長野敦子
- 編集：伊藤英二、黒澤雅之、柳元利秋
- MA：松田直起
- 音効：栗田勇児
- TK：村田理実
- イラスト：Kanos
- テロップ：リトルベア
- 宣伝：堀場綾枝子
- 編成：米川宝、沢登孝介
- 技術協力：/tv asahi create、SWISH JAPAN、IMAGICA、テイクシステムズ、東京オフラインセンター
- 制作協力：D.Walker、BEE BRAIN
- AP：山口紋佳
- AD：菅井康平
- ディレクター：杉山桂一、金成吾、河野貴文、小川祐矢
- プロデューサー・ディレクター：小澤将
- プロデューサー：渡邊桃子、安孫子みどり、太田兼仁
- ゼネラルプロデューサー：小島健嗣、藤城剛
- 演出・エグゼクティブプロデューサー：加地倫三
- 制作著作：テレビ朝日

### その他
- 三村は体調不良のため第1部を欠席した。